# ZBrush
O ZBrush um programa de computador comercial de modelagem digital tridimensional e texturarização em alta resolução, criado pela empresa Pixologic, que usa tecnologia pixol que combina 2.5D e 3D, usado em produção de filmes e criação de personagens de jogos em 3D.

## Visão geral
Criado inicialmente para fins ilustrativos, o ZBrush começa a chamar a atenção de desenvolvedores de games e animações tridimensionais. Utilizando a tecnologia pixol, que armazena luz, cor, material e informações detalhadas de todos os objetos na tela.
A principal diferença entre ZBrush e mais pacotes de modelagem tradicional é que ele se assemelha a criação de uma escultura. ZBrush é usado como uma ferramenta de escultura digital para criar modelos de alta resolução (até dez milhões de polígonos) para uso em filmes, jogos e animações.
Usado por companhias que variam da ILM à Electronic Arts, utilizado no filme "O Senhor dos Anéis: O Retorno do Rei". ZBrush usa níveis dinâmicos de resolução para permitir aos escultores fazer alterações globais ou locais para seus modelos. ZBrush é mais conhecido por ser capaz de esculpir meio aos detalhes de alta freqüência que tradicionalmente eram pintadas em mapas de relevo. Os detalhes malha resultante pode ser exportado como mapas normais para ser usado em uma versão low poly desse mesmo modelo. Eles também podem ser exportados como um mapa de deslocamento, embora nesse caso, a versão menor geralmente requer mais resolução. Ou, uma vez concluído, o modelo 3D pode ser projetado para o fundo, tornando-se uma imagem 2.5D (sobre a qual outros efeitos podem ser aplicados). O trabalho pode ser iniciado a partir de outro modelo 3D, que pode ser usado na mesma cena, permitindo que os usuários trabalham com cenas extremamente complicadas, sem sobrecarga do processador pesado.
A Pixologic desenvolveu uma versão grátis e limitada chamada Sculptris.